# Spongiosperma
Spongiosperma là chi thực vật có hoa trong họ Apocynaceae.